# Григориј Сијатвинда
Григориј Сијатвинда (Тјумењ, 26. април 1970) руски је глумац.

## Биографија
Мајка је Рускиња, родом из Тјумена. 
Отац је родом из Замбије, који је дошао да студира у СССР средином 1970-их. Према његовим речима, тачније се пише презиме Сјатуинда, али је због грешке у транскрипцији постало Сијатвинда.
Од 2 до 5 година живео је у Замбији, а затим се, након развода родитеља, вратио са мајком у Тјумењ. Након што је завршио школу, уписао је Тјуменски индустријски универзитет, Факултет техничке кибернетике, специјализовао се за аутоматизацију и телемеханику, али је без завршене друге године напустио. После 1. курса, служио је у редовима совјетске војске (тенковске трупе) нешто више од годину дана. 1995. године завршио је Вишу позоришну школу. Б.В. Шчукин (курс Але Казанске). Још у школи почео је да ради у позоришту. Вакхтангов - прва продукција са његовим учешћем "Више те не познајем, драга" објављена је 1994. године. Након што је завршио факултет, постао је глумац Московског позоришта Сатирикон.
На филму је дебитовао 1997. године у филму Валерија Чикова "Не глуми будалу ...".
Награђен је наградом „Галеб“ у номинацији „Пробој“ (1999.) и наградом „Идол“ у номинацији „Нада године“ (2000.) за 14 улога у представи „Квартет“.
За извођење улога класичног и модерног репертоара 2003. године добио је Државну награду у области књижевности и уметности. Исте године је кратко био водитељ Јутарњег програма НТВ .
Након објављивања филма „Жмурки“ 2005. године, у којем је играо улогу разбојника по имену „Патлиџан“, постао је познат широј јавности
Године 2007. учествовао је у ТВ емисији Ледено доба на Првом каналу, глумио је у музичком споту за песму „Индијанско лето“ певачице Славе.
Од 2015. игра улогу менаџера хотела Михаила Џековича у ТВ серији Кухиња, а затим у ТВ серији Хотел Елеон, Гранд и Кухиња. Рат за хотел.